# (450894) 2008 BT18
(450894) 2008  BT18 è un asteroide del Sistema solare, scoperto il 31 gennaio 2008 nell'ambito del LINEAR, il programma di ricerca del Lincoln Laboratory del MIT per l'individuazione dei near-Earth object (NEO).
Il 14 luglio 2008 l'asteroide è transitato a 0,0151 au dalla Terra, pari a 5,9 distanze lunari.
Il 6 ed il 7 luglio l'asteroide è stato oggetto di indagini per mezzo del radiotelescopio di Arecibo. Si è potuto così stabilire che si tratta di un asteroide binario. Il primario ha un diametro di circa 600 m ed un periodo di rotazione inferiore alle 3 ore. Per il satellite è stato stimato un diametro superiore ai 200 m.